# Idrocarburo platonico

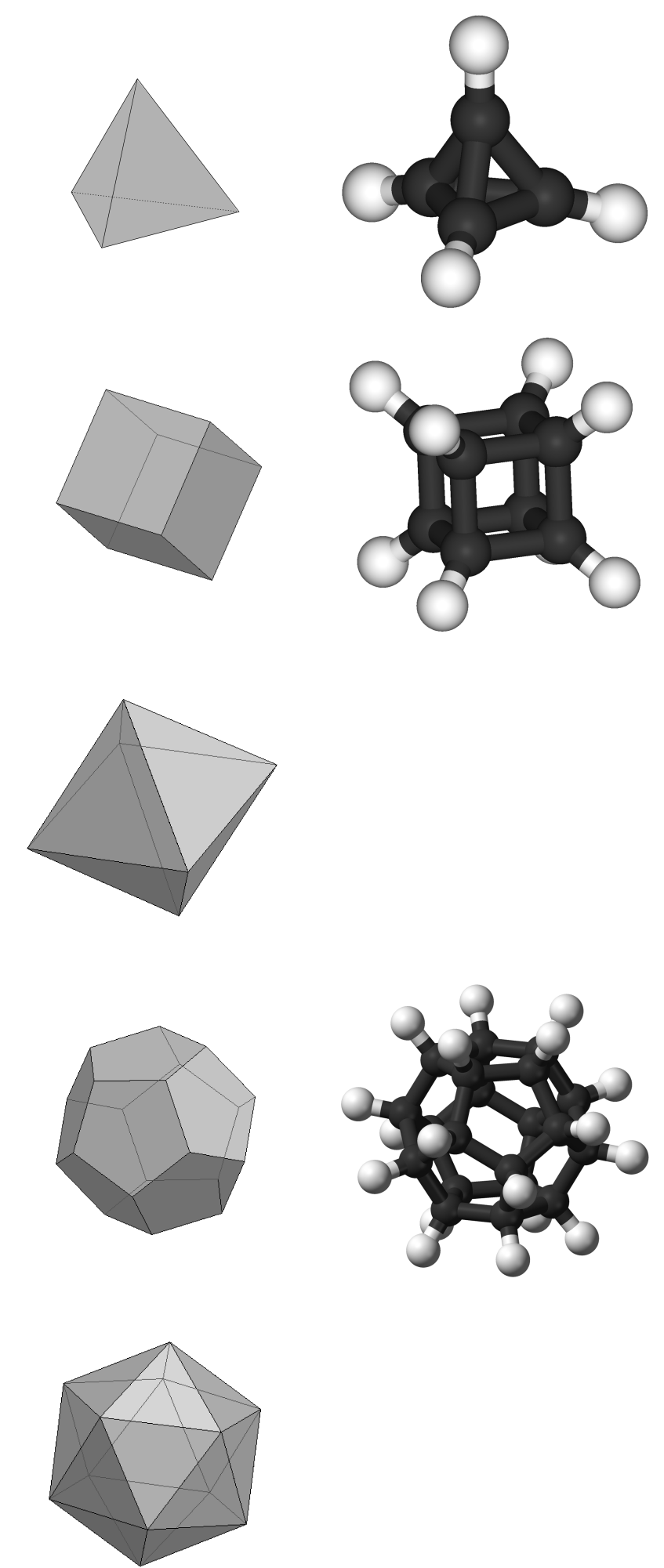
Confronto tra i cinque solidi platonici e i tre corrispondenti idrocarburi platonici

Un idrocarburo platonico è un idrocarburo con lo scheletro di atomi di carbonio corrispondente a uno dei cinque solidi platonici. L'idea di idrocarburo platonico è una concezione che coinvolge sia aspetti geometrici, come pure aspetti topologici. Idealmente, la molecola si ottiene a partire dal solido platonico sostituendo i vertici con atomi di carbonio e gli spigoli con legami carbonio-carbonio; atomi di idrogeno sono aggiunti dove necessario.
Tutto questo comporta vincoli, in più di un caso pesanti, sugli angoli di legame degli atomi di carbonio e, inoltre, impedisce qualsiasi rotazione attorno ai legami, facendo sì che gli atomi di idrogeno risultino sempre fra loro eclissati. Questo fa sorgere in varia misura tensioni (tensione angolare e tensione torsionale) che innalzano il contenuto energetico della molecola, a volte in maniera estrema, con conseguente parallela diminuzione di stabilità.
Per questi motivi e per le capacità di legame del carbonio che, pur essendo notevoli hanno dei limiti, non tutti i solidi platonici hanno, almeno finora, la corrispondente molecola idrocarburica.

## Tetraedrano
Il tetraedrano (C4H4) non è sinora stato ottenuto, ma calcoli teorici prevedono che sia cineticamente stabile nonostante i suoi legami siano molto fortemente tensionati.
Sono stati invece sintetizzati alcuni suoi derivati, tra i quali il tetra(tert-butil)tetraedrano e il tetrakis(trimetilsilil)tetraedrano.
Estendendo il concetto a tetraedri di atomi uguali tra loro sì, ma diversi dal carbonio, si calcola che possa esistere come specie metastabile la molecola N4, che è strettamente isoelettronica al tetraedrano, mentre sono invece ben note le molecole P4, As4, che sono specie stabili (ma non le più stabili di questi due elementi) e isoelettroniche di valenza con il tetraedrano; anche la specie B4Cl4, con un nucleo tetraedrico di atomi di boro è analoga, sebbene non isoelettronica. A livello di chimica computazionale sono state indagate strutture tetraedriche E4H4 con atomi (E) di elementi del gruppo del boro (Al, Ga, In, Tl) e omologhi del carbonio, ad iniziare dal silicio (Si, Ge, Sn, Pb), e loro derivati per sostituzione degli idrogeni.

## Cubano
Il cubano (C8H8) è stato sintetizzato per la prima volta da Philip Eaton e Thomas Cole nel 1964. Anche nel cubano i legami sono fortemente tensionati, ma la molecola risulta cineticamente stabile per l'assenza di cammini di decomposizione facilmente accessibili.
Del cubano si conoscono anche parecchi derivati, tra i quali sono degni di nota l'ottafluorocubano (o perfluorocubano), avente la caratteristica, notevole per un idrocarburo saturo, di poter catturare un elettrone a dare l'anione radicalico C8F8•−, il cui elettrone in eccesso sembra, inoltre, intrappolato all'interno della sua gabbia cubica; è stato sintetizzato anche l'ottanitrocubano, un composto stabile, ma che può esplodere con grande violenza.

## Ottaedrano
L'idrocarburo platonico corrispondente all'ottaedro non è stato finora sintetizzato. Dato che in ogni vertice dell'ottaedro occupato dal carbonio devono incontrarsi quattro spigoli, per mantenere la tetravalenza del carbonio occorre escludere la presenza su di esso di idrogeno, e quindi l'ipotetica molecola non sarebbe un idrocarburo, bensì un allotropo del carbonio elementare, avente formula C6.
Anche così, tuttavia, gli atomi di carbonio sarebbero costretti ad avere tutti e quattro i legami disposti piramidalmente («carbonio piramidale») entro un solo semispazio, potendo tali legami svilupparsi angolarmente solo entro 180°, invece dei 360° come nei normali idrocarburi saturi, il che corrisponde a una disposizione anche più in tensione che nel cosiddetto «carbonio planare». Questa disposizione piramidale è stata denominata geometria invertita. Calcoli teorici indicano che la possibilità di costruire tale specie sia assai remota.
Tuttavia, nel caso però del boro, si ha un ottaedro perfetto nello scheletro del dianione closo-[B6H6]2– , in cui il boro è pentacoordinato (4 legami con altri bori nella gabbia ottaedrica e uno, apicale con l'idrogeno). Si hanno tuttavia strutture simili in closo-[CB5H6]–, 1,2-closo-[C2B4H6] e 1,6-closo-[C2B4H6] in cui uno o due atomi di boro sono sostituiti da C+, che è isoelettronico a B0, dove il C è anch'esso parte della stessa struttura ottaedrica.

## Dodecaedrano
Il dodecaedrano (C20H20) è stato sintetizzato per la prima volta da Leo Paquette nel 1982, e in seguito attraverso un procedimento diverso e più efficiente da Horst Prinzbach nel 1987. In questo composto ogni atomo di carbonio ha una geometria tetraedrica praticamente regolare, con angoli C-C-C di 108° come nel ciclopentano, senza apprezzabile tensione angolare, sebbene esista comunque una certa tensione torsionale dovuta al fatto che tutti gli atomi di idrogeno risultano eclissati.

## Icosaedrano
I problema dell'icosaedrano è più difficile rispetto al caso dell'ottaedrano perché, oltre al problema della geometria invertita, c'è il fatto che il carbonio saturo (sp3) è naturalmente tetracoordinato e questo escluderebbe la possibilità di costruire con esso uno scheletro icosaedrico, dato che in ogni vertice verrebbero ad unirsi cinque spigoli, con C pentacoordinato.
La pentacoordinazione da sola, senza però la geometria invertita, esiste già nello ione flussionale metanio CH5+, che è un intermedio, forte acido di Brønsted, presente in fase gassosa, ed esiste in composti come il «trimetilalluminio», che in realtà è dimero (Al2Me6) con due metili a ponte; esiste inoltre nel complesso del carbonio con geometria a bipiramide trigonale [C(−Au−PPh3)5]+[BF4]− e anche in altre specie più complesse.
Tuttavia si osserva, però per uno scheletro del boro, non solo la geometria invertita e una pentacoordinazione come sia, ma addirittura un icosaedro perfetto (simmetria Ih) nel dianione closo-[B12H12]2– (dodecaborato) presente nei suoi sali con metalli alcalini, che sono particolarmente stabili; similmente si ha in strutture di alcuni derivati, come alcuni carborani in cui uno o due atomi di boro sono sostituiti da un C+ (isoelettronico a B0), come sopra per il caso dell'ottaedrano, dove il C partecipa alla stessa struttura icosaedrica.

## Galleria d'immagini

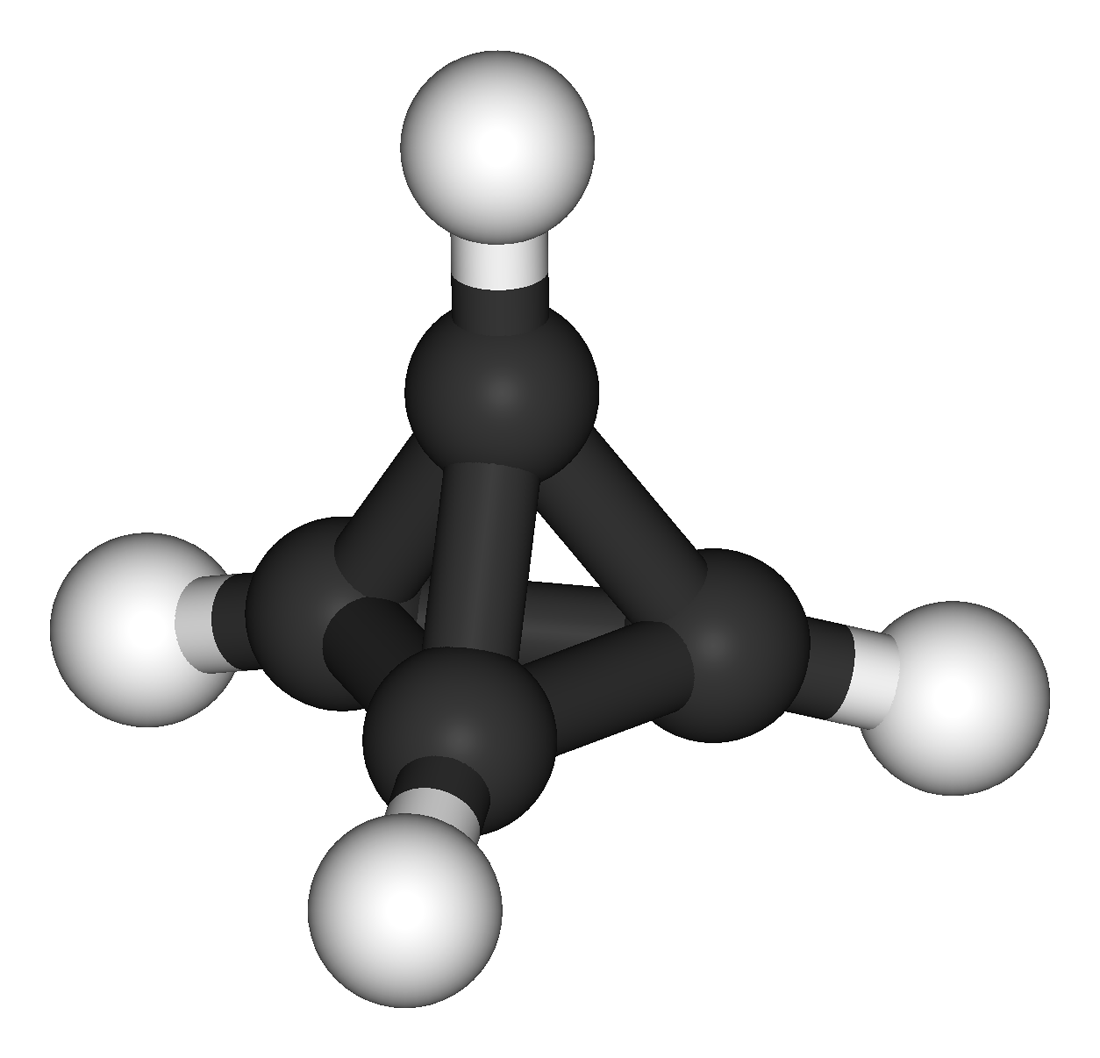
Tetraedrano
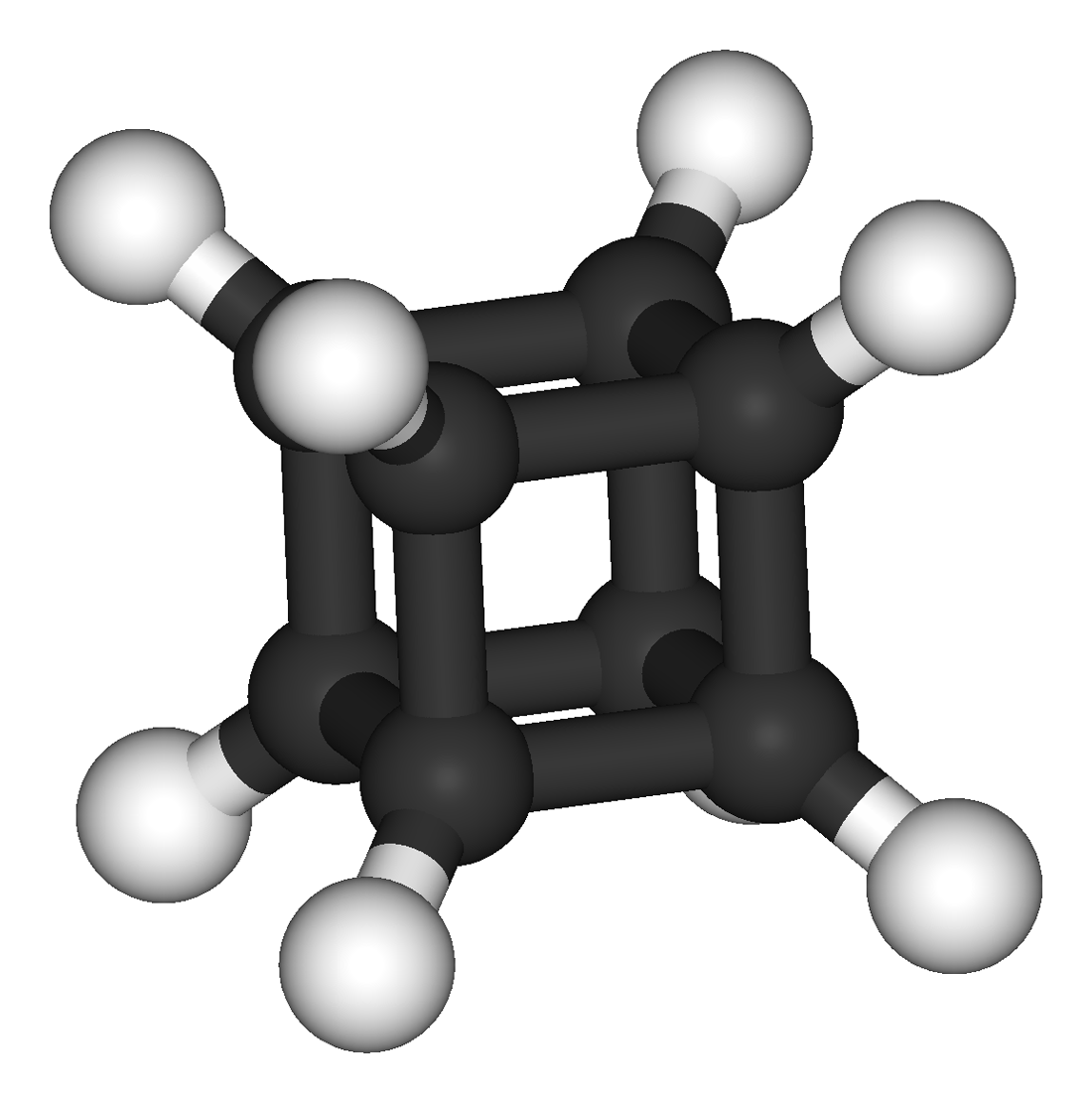
Cubano
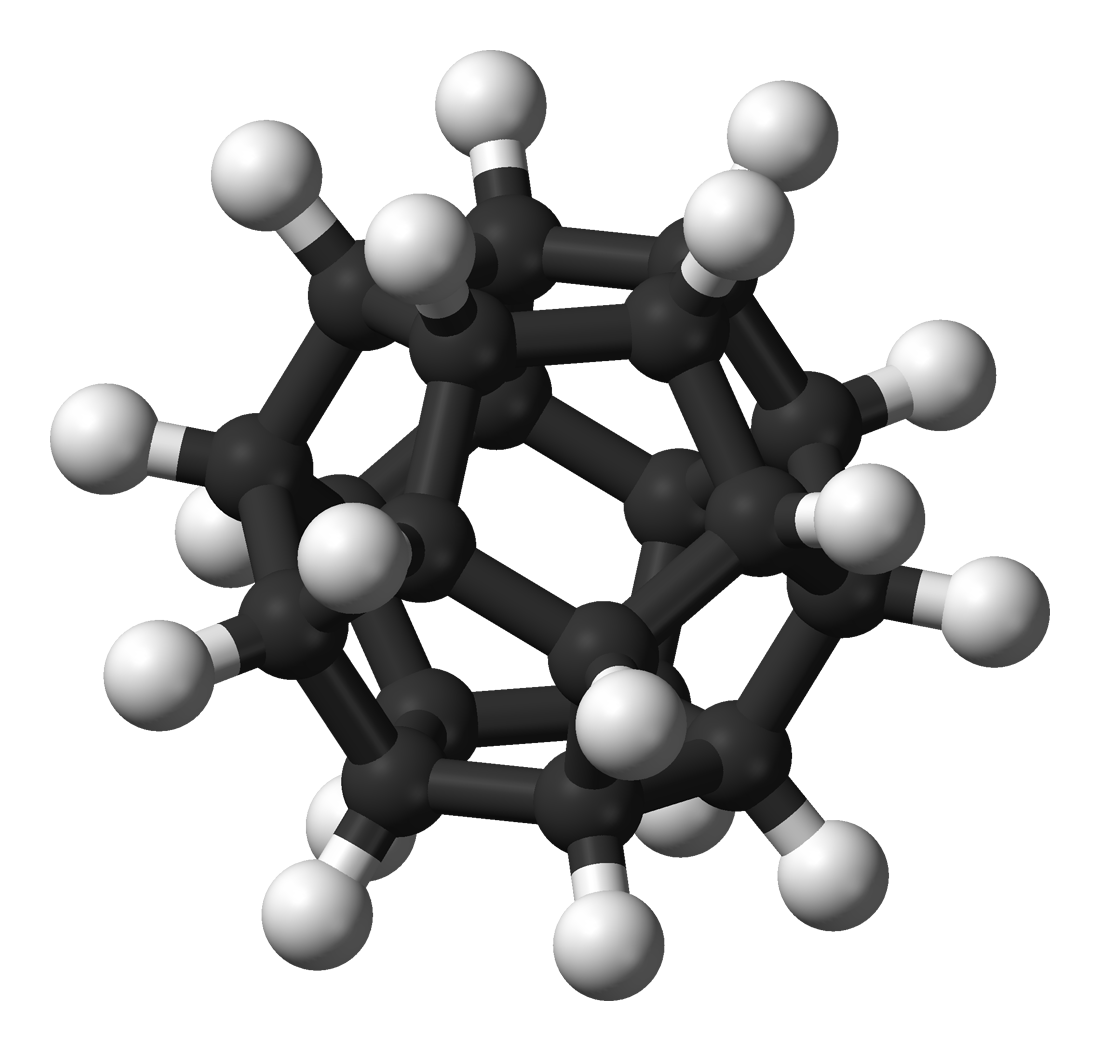
Dodecaedrano